# Quittengo
Quittengo (piemontiul: Chitengh) település Olaszországban, Piemont régióban, Biella megyében.  Quittengo Campiglia Cervo, Sagliano Micca, San Paolo Cervo, Mosso és Veglio községekkel határos.

## Népesség
A település lakossága az elmúlt években az alábbi módon változott: